# Episodi di SOKO Wismar (nona stagione)
La nona stagione della serie televisiva SOKO Wismar è stata trasmessa in anteprima in Germania dalla ZDF tra il 5 ottobre 2011 e il 28 marzo 2012.
| nº | Titolo originale             | Titolo italiano | Prima TV Germania | Prima TV Italia |
| -- | ---------------------------- | --------------- | ----------------- | --------------- |
| 1  | Auf eigene Faust             | inedito         | 5 ottobre 2011    | inedito         |
| 2  | Restschuld                   | inedito         | 12 ottobre 2011   | inedito         |
| 3  | Das schwarze Schaf           | inedito         | 19 ottobre 2011   | inedito         |
| 4  | Neandertal ist überall       | inedito         | 26 ottobre 2011   | inedito         |
| 5  | Opa zahlt alles              | inedito         | 2 novembre 2011   | inedito         |
| 6  | Wunderkind                   | inedito         | 9 novembre 2011   | inedito         |
| 7  | Später Frühling              | inedito         | 16 novembre 2011  | inedito         |
| 8  | Das Phantom                  | inedito         | 23 novembre 2011  | inedito         |
| 9  | Zurück in die Wirklichkeit   | inedito         | 7 dicembre 2011   | inedito         |
| 10 | Umzug in den Tod             | inedito         | 14 dicembre 2011  | inedito         |
| 11 | Tod eines Richters           | inedito         | 21 dicembre 2011  | inedito         |
| 12 | Abgeschminkt                 | inedito         | 28 dicembre 2011  | inedito         |
| 13 | Kammerflimmern               | inedito         | 4 gennaio 2012    | inedito         |
| 14 | Ente kross                   | inedito         | 11 gennaio 2012   | inedito         |
| 15 | Dickes Mädchen               | inedito         | 18 gennaio 2012   | inedito         |
| 16 | Tod eines Rettungsschwimmers | inedito         | 25 gennaio 2012   | inedito         |
| 17 | Zuckerbrot                   | inedito         | 1º febbraio 2012  | inedito         |
| 18 | Das schönste Auto der Welt   | inedito         | 8 febbraio 2012   | inedito         |
| 19 | Barvermögen                  | inedito         | 15 febbraio 2012  | inedito         |
| 20 | Die Fremde                   | inedito         | 22 febbraio 2012  | inedito         |
| 21 | Vatertag                     | inedito         | 29 febbraio 2012  | inedito         |
| 22 | Der letzte Pirat             | inedito         | 7 marzo 2012      | inedito         |
| 23 | Brandbeschleuniger           | inedito         | 14 marzo 2012     | inedito         |
| 24 | Die Stimme                   | inedito         | 21 marzo 2012     | inedito         |
| 25 | Brautentführung              | inedito         | 28 marzo 2012     | inedito         |